# Euploea sinhala
Euploea sinhala är en fjärilsart som beskrevs av Moore 1877. Euploea sinhala ingår i släktet Euploea och familjen praktfjärilar. Inga underarter finns listade i Catalogue of Life.